# Aného
Aného là một thị xã ở đông nam Togo. Thị xã này nằm cách thủ đô Lomé 45 km về phía đông, giữa Đại Tây Dương và hồ Togo ở vùng Maritime. Trong lịch sử, thị xã này có tên Tiểu Popo và có một chợ nô lệ của người Bồ Đào Nha. Sau này thị xã đã trở thành thủ đô thứ nhất của Togo thuộc địa Đức những năm 1880. Thị xã đã giảm tầm quan trọng sau khi thủ đô được dời đến Lomé năm 1897 do biển xâm thực.
Các ngành chính của thị xã này là nông nghiệp và ngư nghiệp. Tại đây có giáo đường xây năm 1895 và đại giáo đường Công giáo Rôma được xây năm 1898.

## Hình ảnh

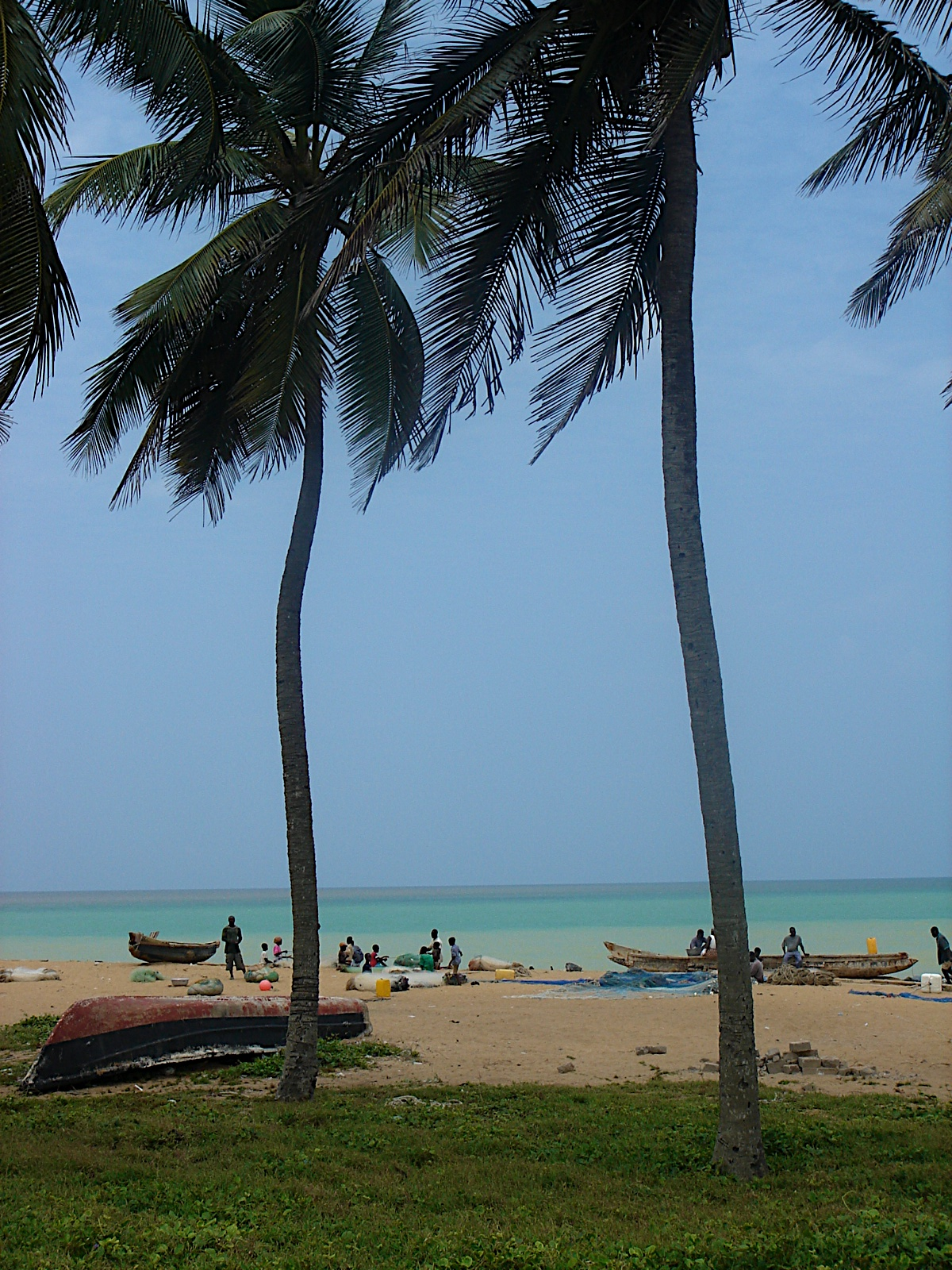
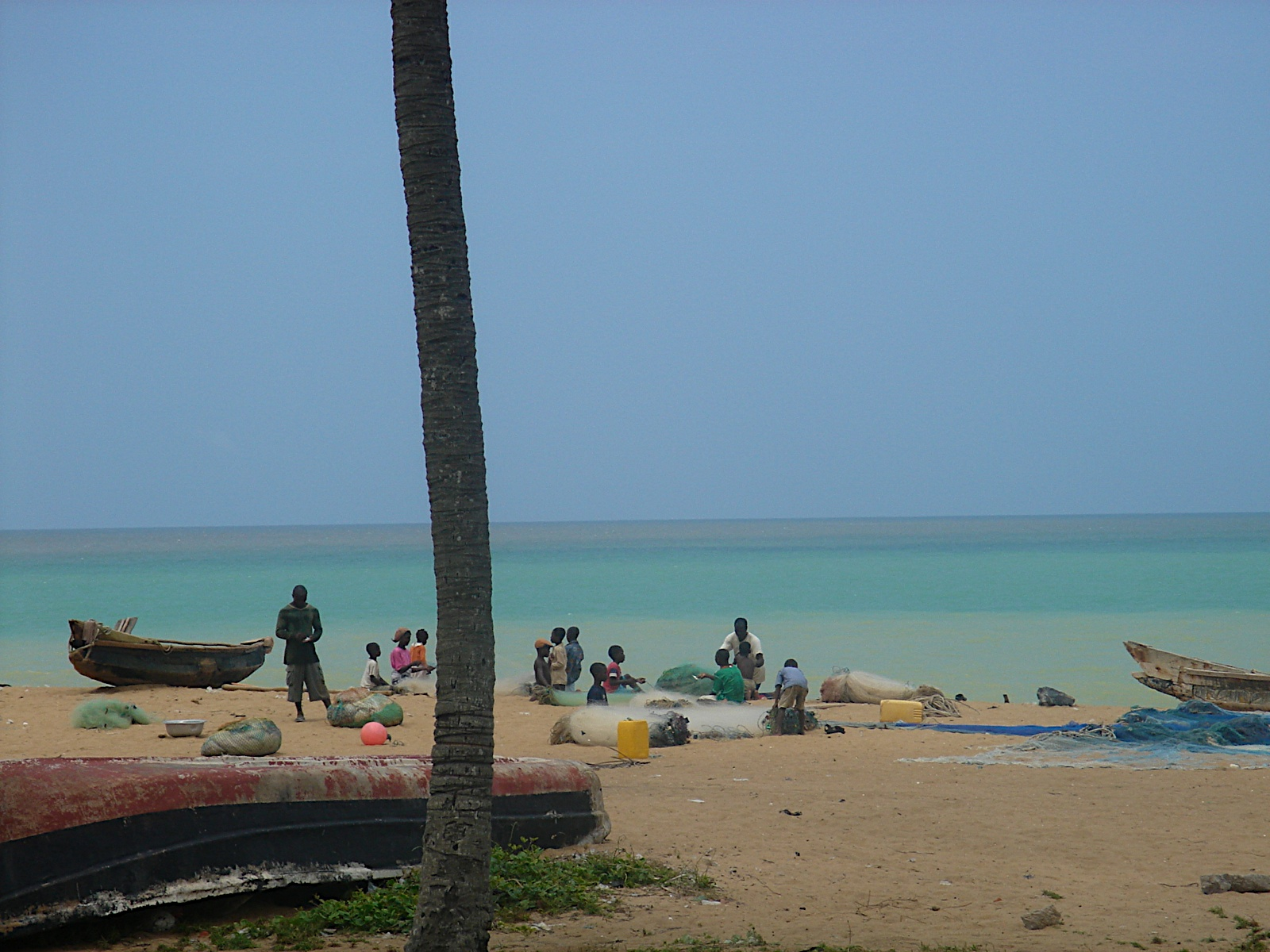
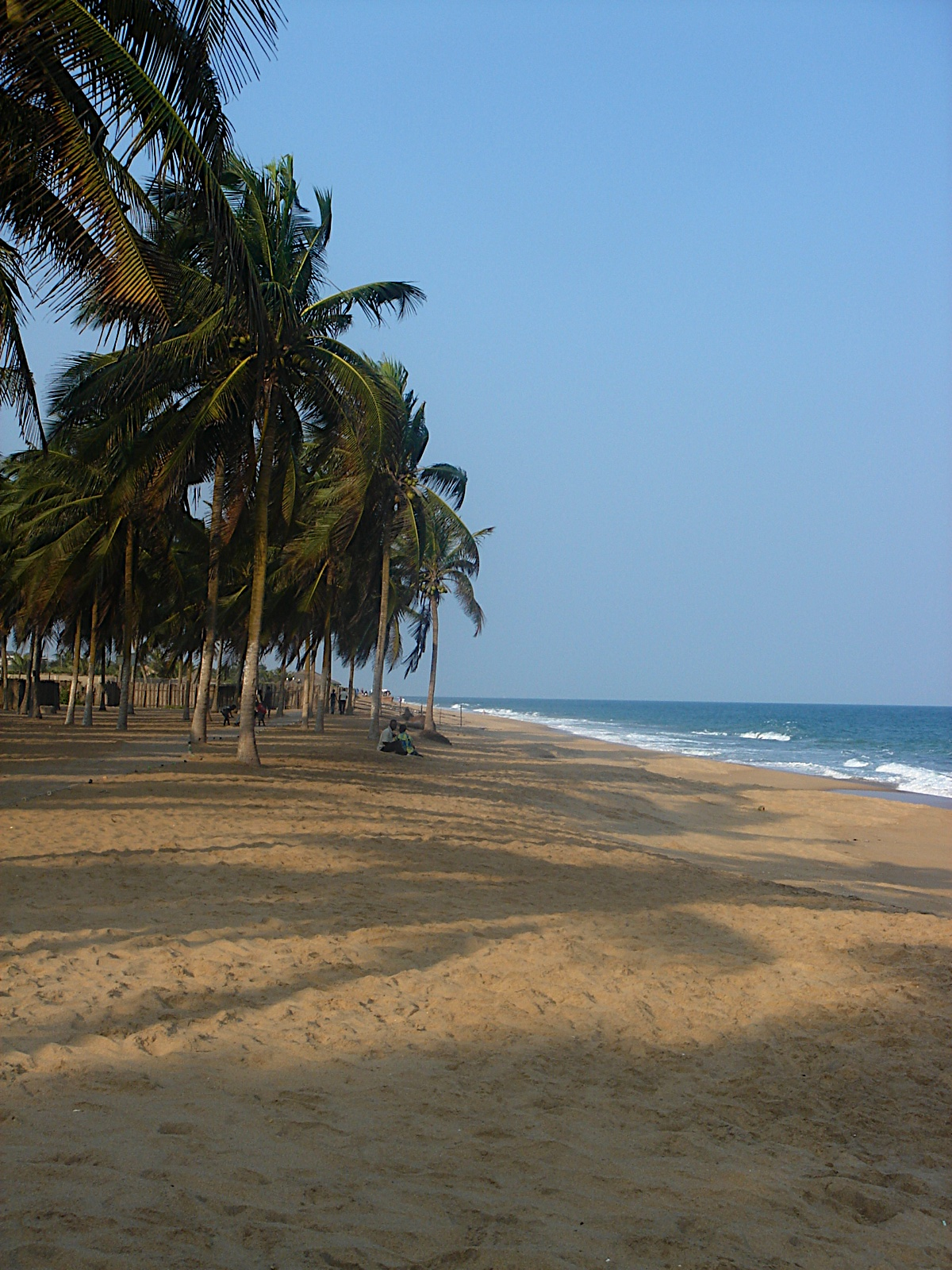